# لرز (ترانه کلدپلی)
«لرز» (به انگلیسی: Shiver) تک‌آهنگی از کلدپلی است که در سال ۲۰۰۰ میلادی منتشر شد.